# Enareus
Segons Heròdot, els Enareus (en grec antic ἐναρής) van ser profetes o xamans escites als que va descriure com a hermafrodites o andrògins. Pretenien haver rebut les seves dots profètiques de la deessa Afrodita.
Heròdot explica que els escites que van saquejar el temple d'Afrodita a Ascaló, i tots els seus descendents, van ser castigats per la deessa amb la malaltia "femenina". Per això els escites deien que estaven afligits com a conseqüència d'aquell saqueig. Ensenyaven a tothom que visitava Escítia la condició dels Enareus.
Heròdot menciona algunes de les seves pràctiques religioses: alguns dels endevins utilitzen moltes varetes de salze per als rituals. Porten grans feixos de varetes, que es posen a terra i van separant una a una, i miren les postures en què queden, invocant a les divinitats. Després les tornen a reunir i donen la profecia. Aquesta manera d'endevinació es transmet de forma hereditària entre ells.
Una altra forma de consulta consistia en extreure una membrana que existeix a la part interior de l'escorça del til·ler. La dividien en tres parts i l'enrotllaven entre els seus propis dits. Quan les deixaven anar donaven els vaticinis.
Segons l'historiador grec, si el rei dels escites es posava malalt, cridaven a tres dels Enareus perquè vaticinessin, segons el sistema de l'escorça del til·ler, el curs i la duració de la malaltia.